# Fosfátidos de amonio
Los fosfátidos de amonio (denominado también como lecitina YN) es un aditivo alimentario empleado como emulgente y que es sintetizado a partir de una mezcla de sales amónicas. El número E con el que se identifica en la industria alimentaria es el E-442. Este emulsionante sintético se emplea fundamentalmente en los procesos del cacao, y en la elaboración de los chocolates. Se emplea para proporcionar la consistencia adecuada al chocolate a fin de que pueda moldelarse en tabletas de chocolate. Generalmente se emplea como substituto de la lecitina (E-322). Se sintetiza a partir de la fosforilación de los acilglicéridos. 

## Síntesis
Se trata de un compuesto de fosfolípidos que se sintetiza a partir de la fosforilación de los acilglicéridos. Se produce de forma industrial mediante la fosforilación de ácidos grasos  comestibles, en un proceso que se denomina específicamente glicerólisis. La inclusión de sales de amonio de realiza con el objeto de neutralizar los ácidos (un aumento del pH). Es habitual que se obtenga a partir del aceite de semilla de colza hidrogenado, no se descarta el empleo de grasas animales (procedente de los restos de la industria cárnica) y en algunos casos de oleaginosas transgénicas. El producto obtenido es una mezcla de fosfatidos de amonio (alrededor del 40%) y grasa que no ha reaccionado. Esta mezcla es insoluble en agua. A temperatura ambiente es semisólido.

## Salud
Su ingesta puede provenir principalmente por la ingesta de productos de cacao: chocolate por regla general. Estos productos suelen tener lecitinas (E 322) o fosfátidos de amonio (E 442) como emulgentes. Su ingesta en gran cantidad, por encima de los 30 miligramos de fosfátidos de amonio por kilogramo de peso corporal puede originar acidez estomacal. Su uso intensivo en alimentos puede producir inhibición en la asimilación de minerales. Los informes sobre los efectos sobre la salud son contradictorios.